# Herman Benjamins

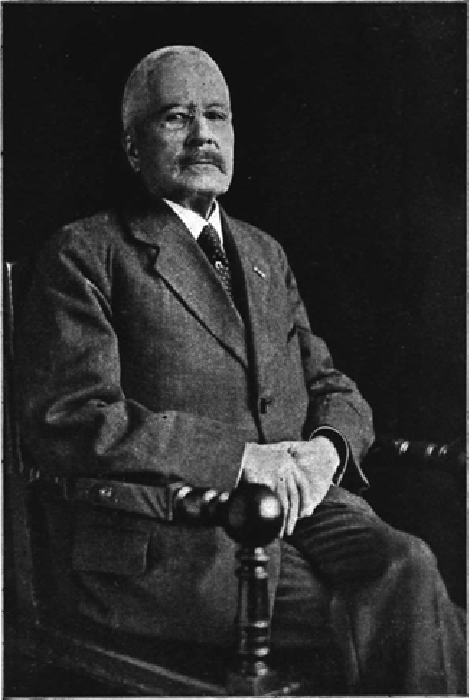

Herman Daniël Benjamins (* 25. Februar 1850 in Paramaribo; † 23. Januar 1933 in Den Haag) war Gründer des öffentlichen Schulwesens in Suriname.

## Leben und Wirken
Herman Daniël war der Sohn des Kaufmanns Wolf Benjamins (1813–1886 Paramaribo) und Esther geborene Nunes Monsanto (1816–1908 Paramaribo). 

### Studium
Benjamins studierte Mathematik und Naturwissenschaften an der Universität Leiden, wo er im Juli 1875 promovierte. Ende 1876 kehrte er nach Suriname zurück.

### Leiter des Schulwesens
Am 28. Mai 1878 wurde Benjamins zum inspecteur voor het onderwijs ernannt. Hiermit hatte er die Aufsicht über das gesamte öffentliche Schulwesen in Suriname. In dieser Funktion war er ununterbrochen bis zum Jahre 1910 tätig.
In der niederländischen Kolonie Suriname wurde im Jahre 1863 die Sklaverei abgeschafft, dem noch eine zehnjährige staatstoezicht, Arbeitspflicht vor allem auf den Plantagen folgte. Bis in die zweite Hälfte des 19. Jahrhunderts war es verboten an Sklaven Unterricht in Niederländisch zu geben und es hatte sich eine eigene Sprache, das Sranantongo entwickelt.
Benjamins führte in seinem Amt einen erbitterten Kampf gegen das Sranantongo und für die niederländische Sprache.

### Redakteur, Verleger
Benjamins war Gründer und Redakteur der Zeitschrift West-Indische Gids und bildete nach seiner Pensionierung mit Johannes F. Snelleman (1852–1938) die Redaktion für die Encyclopædie van Nederlandsch West-Indië.

## Trivia
Die Dr. H. D. Benjaminsstraat in Paramaribo ist nach ihm benannt.